# Indian Boarding School
De Indian Boarding Schools, ofwel kostscholen voor indianen, waren vanaf circa 1880 tot de jaren 70 van de 20e eeuw opvoedingsinstituten voor indiaanse kinderen in de Verenigde Staten van Amerika. Op deze scholen probeerde men de leerlingen hun traditionele leefwijze af te leren ten gunste van westerse normen en waarden, inclusief het christendom.
De eerste kostschool voor indianen werd in 1879 opgericht in Pennsylvania, er werden toen 139 Sioux uit South Dakota opgenomen. Uiteindelijk werden er scholen in het hele land ingezet om indiaanse kinderen te leren zich aan te passen aan de Amerikaanse blanke samenleving. Na de aanname van de 'Freedom of Religion Act' in 1978 werden de scholen gesloten. Er lopen er nog rechtszaken tegen voormalige leraren wegens fysieke mishandeling van leerlingen.